# Phryganeopsis brunnea
Phryganeopsis brunnea är en fjärilsart som beskrevs av Walsingham 1881. Phryganeopsis brunnea ingår i släktet Phryganeopsis och familjen äkta malar. Inga underarter finns listade i Catalogue of Life.